# 3-MeO-PCP
3-Metoxifenciclidina (3-MeO-PCP) é um alucinógeno dissociativo da classe das arilciclohexilaminas relacionado à fenciclidina (PCP) que foi vendido online como uma droga artificial. Atua principalmente como antagonista do receptor NMDA, embora também tenha sido descoberto que interage com o sigma σ1R e o transportador de serotonina. A droga não possui atividade opioide nem atua como inibidor da recaptação de dopamina.

## História
O 3-MeO-PCP foi sintetizado pela primeira vez em 1979 para investigar as relações estrutura-atividade dos derivados da fenciclidina (PCP). Os efeitos do 3-MeO-PCP em humanos não foram descritos até 1999, quando um químico usando o pseudônimo John Q. Beagle escreveu que o 3-MeO-PCP era qualitativamente semelhante ao PCP com potência comparável. O 3-MeO-PCP foi precedido pelo menos potente dissociativo 4-MeO-PCP e tornou-se disponível pela primeira vez como produto químico de pesquisa em 2011.

## Química
O cloridrato de 3-MeO-PCP é um sólido cristalino branco com ponto de fusão de 204–205 °C.